# 性格-职业匹配理论
性格-工作匹配理论（英語：Personality-Job Fit Theory）是一个由美国约翰·霍普金斯大学心理学教授约翰·霍兰德（John Holland）于1959年提出的职业選擇理论。这个理论认为，个人性格各异，性格类型、兴趣与职业都有密切关系，兴趣是人们活动的巨大动力，凡是具有职业兴趣的职业，都可以提高人们的积极性，促使人们积极愉快地从事该职业，且职业兴趣与性格特质之间存在很高的相关性。而当个人的性格特质与其工作特性具有高度一致性时，对于其工作将有更佳的表现。在一般职业招聘与甄选的过程中，常使用许多工具与进行种种测试，例如应征表格、人格测验或面谈，其实都是组织寻找人格与工作适配员工的手段。

## 搭配类型
霍兰德指出了六种性格特质分别与六类职业相互配合，分别为社交型、企业型、常规型、现实型、研究型和艺术型。
| 类型                    | 特点                                   | 性格特质                             | 适合职业例子                             |
| ----------------------- | -------------------------------------- | ------------------------------------ | ---------------------------------------- |
| 现实型（Realistic）     | 偏好实际的技术操作                     | 踏实、沉稳、实际、循规蹈矩、不善交际 | 机械操作人员、工程人员、制造业人员、农业 |
| 研究型（Investigative） | 偏好思考、组织的活动                   | 好奇、独立、分析、創意               | 实验室人员、科学研究人员                 |
| 社交型（Social）        | 偏好协助他人、为他人服务的活动         | 亲切、合群、善解人意                 | 社会服务、教育工作、医疗工作             |
| 常规型（Conventional）  | 偏好按计划、受他人指挥的活动           | 服从、讲求效率、实际、缺乏弹性       | 行政人员、会计人员、秘书                 |
| 企业型（Enterprising）  | 偏好以言语交流、显露自己才能的活动     | 自信、野心、充满活力、好权力         | 商人、政府官员、律师、公共关系人员       |
| 艺术型（Artistic）      | 偏好以艺术性、创新性的途径表现自己才能 | 创新、具想象力、理想性、情緒化       | 艺术创作、设计师                         |